# 木卫四十
木卫四十（勒迷）是环绕木星运行的卫星之一，其英文名称为"Mneme"。它于2003年由夏威夷大学一支天文学家小组发现，並获编为"S/2003 J 21"。该项发现在IAU的第8138号通告中公佈。
木卫四十的直徑约为两公里，与木星平均距离为2142.7万公里，并每640.769天绕木星一圈。